# تاریخ کمونیسم

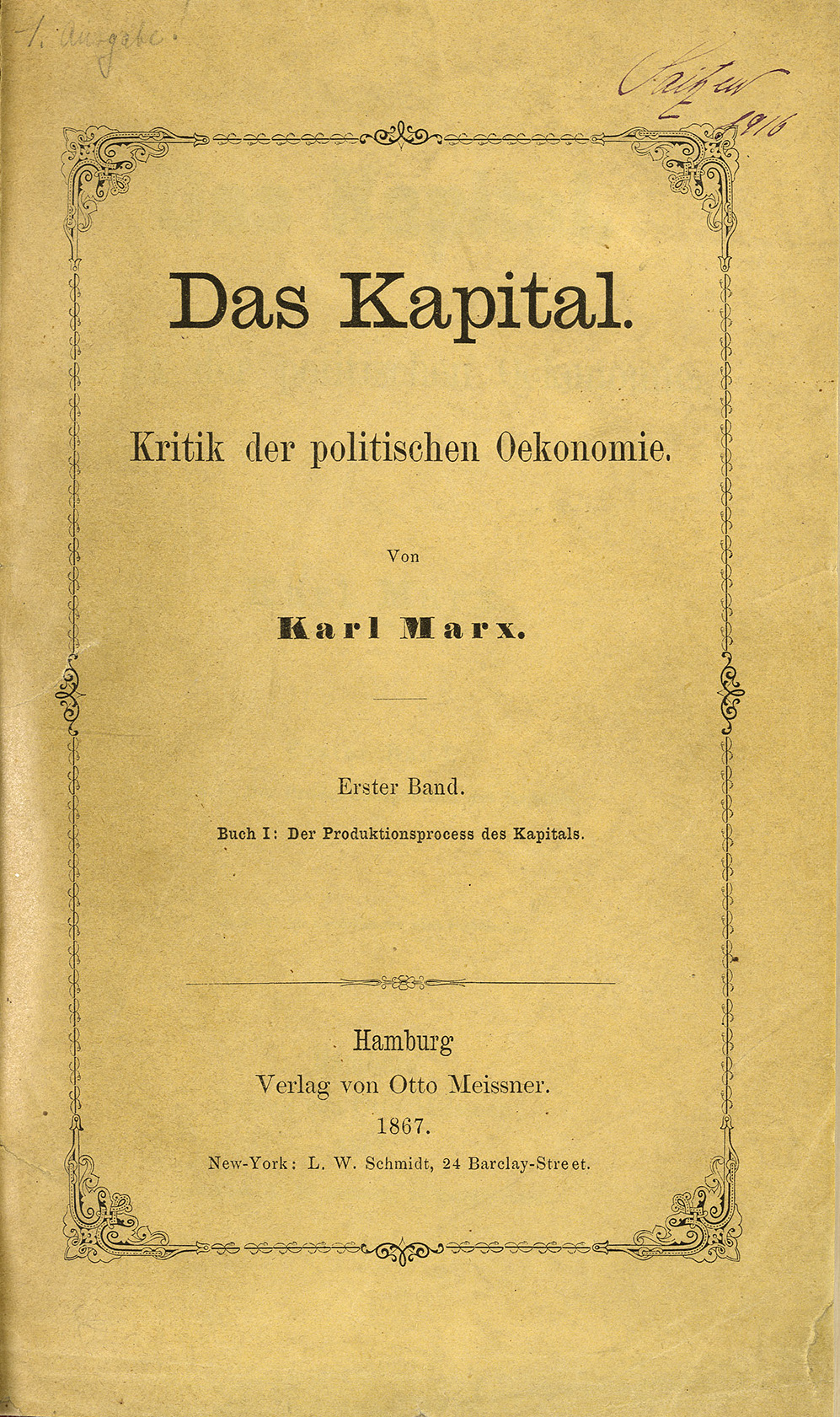
تاریخ کمونیسم

تاریخ کمونیسم به مجموعه‌ای وسیع از جنبش‌های سیاسی و ایدئولوژیک می‌پردازد که در مفاهیمی مانند مالکیت اشتراکی بر ابزار تولید و ثروت مشترک هستند. بیشتر اشکال مدرن کمونیسم بر مبنای تئوری‌های مارکسیسم بنا شده‌اند که توسط کارل مارکس در قرن نوزدهم میلادی پایه‌گذاری شده‌است.

## کمون اولیه
مفهوم کمونیسم تاریخچه‌ای بسیار طولانی دارد و به قبل از دوران کارل مارکس و فردریش انگلس بر می‌گردد. در یونان باستان، مفهوم کمونیسم با افسانه‌ای راجع به «عصر طلایی» زندگی انسان‌ها همراه بود که در این عصر افراد جامعه با هماهنگی و آرامش کامل زندگی می‌کردند و مفهوم مالکیت خصوصی وجود نداشت. برخی استدلال می‌کنند که کتاب جمهوریت افلاطون و برخی اعتقادات نظریه پردازان یونان باستان زندگی اشتراکی در راستای حمایت از کمونیسم قرار دارند و همچنین شعب اولیه مسیحیت و به خصوص کلیسای کاتولیک روم اولیه مطابق آنچه در مورد اعمال حواریون و قبائل آمریکای بومی ایالت متحده در آمریکای قبل از کلمبیا نوشته شده، عقاید کمونیستی را به صورت زندگی اشتراکی و مالکیت مشترک تجربه می‌کردند.
توماس مور، در رساله خود با نام آرمان شهر که در سال ۱۵۱۶ تهیه شد، جامعه‌ای را به تصویر کشید که بر اساس مالکیت مشترک اداره می‌شد و حاکمان آن بر اساس منطق این رویه را انتخاب کرده بودند. همچنین فرانسیس رابلیاس جامعه آرمان شهر را در کتاب افسانه‌ای ابی تولئم به همین شکل توصیف کرده‌است. در قرن ۱۷ میلادی، مجدداً عقاید کمونیستی در انگلستان فراگیر شد. ادوارد برنشتاین در مقاله سال ۱۸۹۵ خود با نام «کرامول و کمونیسم»
استدلال می‌کند که چندین گروه در جنگ داخلی انگلستان، مخصوصاً دیگرز (یا «سرکوبگران حقیقی» مشخصاً دارای عقاید کمونیستی بودند و رفتار اولیور کرامول در برابر این گروه‌ها اغلب خصمانه و در بهترین حالت بی‌طرفانه بود.
انتقاد نسبت به مضمون مالکیت خصوصی تا دوران روشنفکری قرن ۱۸ ادامه یافت و متفکرانی مانند روسه در رأس این منتقدان قرار داشتند. کلمه «کمونیست» در سال ۱۸۴۰ توسط گودوین بارمبی و با توجه به کلمه فرانسوی "Commuisme" اختراع شده که بارمبی این کلمه را در هنگام مطرح کردن بحث مکتب مساوات منسوب به گراشوس بابف، از رادیکال‌های شرکت‌کننده در انقلاب فرانسه و ابه کنستانت معرفی کرد. بارمبی مشخصاً جامعه تبلیغ کمونیسم لندن را در سال ۱۸۴۱ پایه‌ریزی کرد. «سوسیالیسم آرمان شهر» (کلمه‌ای که توسط انگلز اختراع شد)، بر اساس نوشته‌های رابرت اوون، دچار فوریه و کلاود هنری دووری همه نوشته‌های مربوط به آرمان شهر را جمع‌آوری کرد.
کارل مارکس کمون اولیه را نشأت گرفته از وضعیت شکارچی گری انسان می‌داند. وقتی انسان‌ها قادر به ساختن شدند، مالکیت خصوصی مطرح شد، برابری‌های جامعه به نابرابری تبدیل شد، طبقات/ اجتماعی شکل گرفتند، سپس وضعیت تولیدی فئودالیسم شکل گرفت و در نهایت با جمع‌آوری اولیه سرمایه مفهوم کاپیتالیسم شکل گرفت که به نحوی به مرکانتیالیسم وابسته‌است. مارکس معتقد است گام بعدی در تکامل اجتماعی بازگشت به کمونیسم نیست بلکه هدف انسان دستیابی به وضعیتی فراتر از آنچه در کمون اولیه تجربه می‌شده‌است (مارکس این نظریه را با تأثیرپذیری از ادبیات هگل مطرح کرده‌است).
آنچه امروزه به عنوان کمونیسم مطرح است حاصل حرکت کارگری از قرن ۱۹ میلادی در اروپاست. در آن زمان انقلاب صنعتی رقم خورد، منتقدان اجتماعی کاپیتالیسم را به علت ایجاد طبقه جدیدی از کارگران بی‌تجربه که در شرایط سخت کار می‌کردند و همچنین افزایش فاصله طبقاتی بین فقیر و غنی مورد سرزنش قرار داد. انگلز که در منچستر زندگی می‌کرد، شاهد شکل‌گیری جنبش چارتیست بود («تاریخ سیوسیالیسم انگلستان را مطالعه کنید»)، در حالی که در همین زمان مارکس در فرانسه و آلمان شاهد پرولتاریا بود.

## سالهای جنگ سرد
پس از پیروزی شوروی سابق در جنگ جهانی دوم در سال ۱۹۴۵، ارتش سرخ شوروی کشورهایی را در شرق اروپا و آسیای شرقی از اشغال کشورهای متحدین آزاد کردند و بدین وسیله جنبش کمونیسم به این کشورها سرایت کرد. گسترش مرزهای کمونیسم به اروپا و آسیا باعث ایجاد شاخه‌های جدیدی در آن شد که از میان آن‌ها می‌توان به مائوئیسم اشاره کرد.
با اضافه شدن بسیاری از کشورها به دایره ممالک تحت نفوذ شوروی و افزایش قدرت آن در اروپای شرقی، کمونیسم بسیار قوی شد. دولت‌هایی بر پایه مدل شوروی در کشورهای بلغارستان، چکسلواکی، آلمان شرقی، لهستان، مجارستان و رومانی تشکیل شدند. همچنین دولتی کمونیستی تحت رهبری یوسیپ بروز تیتو در یوگسلاوی تشکیل شد اما سیاست‌های مستقل تیتو باعث جدا شدن جمهوری فدرال یوگسلاوی از کمین فرم شد که جایگزین کمین ترن شده بود. تیتوئیسم، شاخه‌های جدیدی از جنبش کمونیستی، تحت عنوان «مکتب انحرافی» مطرح شد. آلبانی هم پس از جنگ جهانی دوم به یک دولت کمونیستی مستقل تبدیل شد.
در سال ۱۹۵۰، حزب کمونیست چین کنترل تمامی سرزمین چین و بنابراین پرجمعیت‌ترین کشور دنیا را به دست گرفت. در برخی مناطق افزایش قدرت کمونیسم نارضایتی‌هایی را به وجود آورد که در نهایت منجر به درگیری‌هایی شد که از میان این مناطق می‌توان به شبه جزیره کره، لائوس، بسیاری از کشورهای خاورمیانه و آفریقا و به ویژه ویتنام اشاره کرد (به جنگ ویتنام «رجوع کنید».) کمونیست‌ها تلاش کردند با ناسیونالیستها (ملی گرایان) و سوسیالیست‌ها متحد شوند و در کشورهای فقیر در برابر امپریالیسم دنیای غرب بایستند که در این زمینه کم و بیش موفق بودند.

## کمونیسم پس از فروپاشی شوروی سابق
در سال ۱۹۸۵، میخائیل گورباچف رهبر شوروی شد و بر اساس سیاست‌های اصلاح طلبانه گلاس نات (آزادی عمل) و پرسترویکا (بازسازی) کنترل دولت را به دست گرفت. بر خلاف شوروی، کشورهای لهستان، آلمان شرقی، چکسلواکی، بلغارستان، رومانی و مجارستان در سال ۱۹۹۰ تشکیل حکومت کمونیستی را ممنوع کردند. شوروی در سال ۱۹۹۱ فرو پاشید.
در ابتدای قرن ۲۱، کشورهایی که توسط حزب کمونیست و با سیتسم تک حزبی اداره می‌شدند عبارت بودند از: جمهوری خلق چین، کوبا، لائوس، کره شمالی و ویتنام. ولادیمیر ورنین عضو حزب کمونیست مولداوی است اما کشور بر اساس قانون تک حزبی اداره نمی‌شود. احزاب کمونیستی در بسیاری از کشورهای اروپایی و در بین کشورهای جهان سوم و مخصوصاً هند نفوذ زیادی دارند.
مردم جمهوری خلق چین در بسیاری از تفکرات مائو تجدید نظر کردند و مردم جمهوری خلق چین، لائوس، ویتنام و تا حد کمتری کوبا، از کنترل دولت‌هایشان بر روی اقتصاد کاستند تا رشد اقتصادی بیشتری داشته باشند. مردم چین مناطق آزاد تجاری را ایجاد کردند که به شرکت‌های بازار مدار وابسته‌اند و از کنترل دولت خارج هستند. چندین کشور دیگر با دولت‌های کمونیستی نیز اصلاحات اقتصادی را آغاز کردند که ویتنام یک از این کشورهاست. رهبری جمهوری خلق چین سیاست‌های رسمی خود را «سوسیالیسم با ویژگی‌های چینی» «(سوسیالیسم چینی)» قلمداد می‌کند.
مارکسیسم، از فشار دولت‌های سرمایه‌داری خارجی، عقب ماندگی نسبی کشورهایی که در آن‌ها انقلاب رخ داده و ظهور یک طبقه بود و کراتیک که مطبوعات را در اختیار گرفت به عنوان علل عدم موفقیت کمونیسم پس از انقلاب‌های سوسیالیستی در اروپای شرقی نام می‌برد. منتقدان مارکسیست شوروی سابق، و مخصوصاً تروتسکی، شوروی سابق و دولت‌های کمونیستی را «دولت‌های کارگری منحط» یا «دولت‌های کارگری ناقص» می‌نامند و استدلال می‌کنند که سیستم شوروی سابق بسیار پایین‌تر از ایده‌آل‌های کمونیستی مارکس است.
طرفداران تروتسکی استدلال می‌کنند که دولت شوروی به این علت فرو پاشید که طبقه کارگر در سیاست حضور نداشت. طبقه حاکم شوروی یک طبقه (کاست) بود و کراتیک بود اما نه یک طبقه حاکم جدید. آن‌ها خواستار یک انقلاب سیاسی در USSR شدند و از کشور در برابر بازگشت به سرمایه‌گذاری دفاع کردند. دیگران، مانند تونی کلیف از نظریه سرمایه‌داری دولتی حمایت کردند که طبق آن نخبگان بوروکرات به عنوان یک طبقه سرمایه‌دار بدلی در نظام سیاسی مرکزی فعالیت می‌کنند.
در مقابل، غیر مارکسیست‌ها همواره دولت‌هایی که توسط احزاب کمونیستی اداره می‌شوند را دولت‌هایی کمونیستی خوانده‌اند. در علوم اجتماعی، جوامعی که توسط احزاب کمونیستی اداره می‌شوند با توجه به کنترل تک حزبی و اقتصاد سوسیالیستی شان برجسته و شاخص هستند. در حالیکه مخالفان کمونیسم مفهوم «تمامیت‌خواهی» را به این جوامع نسبت می‌دهند، بسیاری از جامعه شناسان امکان فعالیت‌های سیاسی مستقل در این جوامع را در نظر گرفته و بحث تکامل این جوامع را تا زمان فروپاشی شوروی سابق و متحدانش در اروپای شرقی در اواخر دهه ۱۹۸۰ و اوایل دهه ۱۹۹۰ میلادی پیگیری کنند.
امروزه، انقلابیون مارکسیست عملیات‌های چریکی را در هند، نپال و کامبوج هدایت می‌کنند.

## رشد کمونیسم مدرن
در انقلاب اکتبر ۱۹۱۷ روسیه برای اولین بار یک حزب با گرایش‌های مارکسیستی حزب بولشویک به قدرت رسید. فرضیه قدرت دولتی که توسط بولشویک‌ها مطرح شد بحث‌های نظری و عملی زیادی را میان مارکسیست‌ها به وجود آورد. مارکس معتقد بود که سوسیالیسم و کمونیسم بر پایه رشد سرمایه‌داری استوار هستند. روسیه یکی از فقیرترین کشورهای اروپایی قلمداد می‌شد که اکثریت مردم آن را رعایای بی سواد تشکیل می‌دادند و اندکی هم کارگران بخش‌های صنعتی بودند. ناگفته نماند که مارکس تأکید داشت که روسیه باید بتواند از مرحله سرمایه‌داری بورژوایی گذر کند.
بقیه سوسیالیست هم معتقد بودند که انقلاب روسیه می‌تواند جرقه انقلاب‌های کارگری در غرب باشد. منشویک سوسیالیست متعادلی بود که نظریه بولشویکی لنین در مورد انقلاب سوسیالیستی را رد کرد. حضور بولشویک‌ها در قدرت در پی شعارهایی چون «صلح، نان، زمین» و «همه چیز برای شوروی» فراهم آمد که این شعارها با خواسته مردم در مورد پایان حضور شوروی در جنگ جهانی اول خواسته رعایا در مورد اصطلاحات ارضی و حمایت همه‌جانبه از اتحاد جماهیر شوروی همخوانی داشت.
بعد از سال ۱۹۱۷ زمانی که بولشویک‌ها نامشان را به حزب کمونیست تغییر دادند و یک دولت تک حزبی معتقد به اجرای سیاست‌های سوسیالیستی مکتب لنینیسم را تشکیل دادند، کاربرد اصطلاحات «کمونیسم» و «سوسیالیسم» تغییر کرد. در سال ۱۹۱۶، بین‌الملل دوم در اثر اختلاف نظر احزاب آن در مورد جنگ جهانی اول به تعدادی شعب ملی منشعب شد که این شعب بر نقش ملی مرتبط با خودشان تأکید داشتند. سپس لنین (کمین فرن) بین‌الملل سوم را در سال ۱۹۱۹ تأسیس کرد و شرایط ۲۱ ماده‌ای شامل مرکزگرایی دموکراتیک را به احزاب سوسیالیست اروپا که متمایل به پیوستن به وی بودند ارائه کرد.
برای نمونه، در فرانسه، اکثریت حزب سوسیالیست (SFIO) در سال ۱۹۲۱ از این حزب جدا شدند تا حزب کمونیست فرانسه (SFIC) را تشکیل دهند (که شاخه فرانسوی بین‌الملل کمونیسم محسوب می‌شود). بنابراین اصطلاح «کمونیسم» به احزابی که تحت لوای کمین ترن پایه‌ریزی شدند اطلاق شد. کمونیست‌ها فراخواندن کارگران سراسر جهان به انقلاب که با تشکیل پرولتاریای دیکتاتوری و رشد اقتصاد سوسیالیستی همراه است را در رأس برنامه خود قرار دادند. در نهایت این برنامه به جامعه‌ای هماهنگ و فاقد طبقات اجتماعی و با نقش کمرنگ دولت منجر خواهد شد. (این در آن صورت بود که هیچ‌کدام از این احزاب به معنای واقعی کمونیست نبودند و تنها کمونیسم رو در چشم‌انداز دور خود می‌دیدند)
در طی جنگ داخلی روسیه (۱۹۲۲–۱۹۱۸)، بلشویک‌ها همه ابزار تولید را ملی کردند و سیاست «کمونیسم جنگی» را اعمال کردند که در آن همه کارخانه‌ها و خطوط راه‌آهن به کنترل کامل دولت درآمد، غذا جیره‌بندی شد و مدیریت بورژوایی وارد صنعت شد. سه سال پس از جنگ و شورش کرونشات در سال ۱۹۲۱، لنین سیاست اقتصادی جدید (NEP) خود را اعلام کرد که طی آن «فضای محدودی در زمان محدودی برای سرمایه‌داری» شد. NEP تا سال ۱۹۳۰ دوام آورد و تلاش ژوزف استالین برای رسیدن به قدرت به این سیاست پایان داد. پس از جنگ داخلی روسیه، بلشویکها در سال ۱۹۲۲ اتحاد جماهیر شوروی سوسیالیستی (USSR) یا شوروی سابق را بنا نهادند و به امپراتوری روسیه پایان دادند.
پس از مرکزگرایی دموکراتیک لنین، احزاب کمونیست به صورت سلسله مراتبی طبقه‌بندی شدند و افراد فعال که از کادر نخبگان جامعه انتخاب و توسط اعضای بلندپایه حزب تأیید می‌شدند به عنوان پایه هرم معرفی شدند، این افراد کاملاً مورد اطمینان بوده و به نظام حزب پایبند بودند. اتحاد جماهیر شوروی و کشورهایی که توسط احزاب کمونیستی اداره می‌شوند را دولتهای کمونیستی دارای اقتصاد «سوسیالیستی دولتی» می‌نامند. طبق این تعریف این کشورها ادعا دارند که بخشی از برنامه سوسیالیست‌ها را پذیرفته‌اند و کنترل خصوصی کالاها را رد کرده‌اند و کنترل دولتی بر اقتصاد را در رأس برنامه خود قرار داده‌اند، با این وجود این کشورها خود را کاملاً کمونیستی معرفی نمی‌کنند زیرا مالکیت اشتراکی اموال را نادیده گرفته‌اند.